# Sojuz MS-10
Sojuz MS-10 je ruská kosmická loď řady Sojuz. Start proběhl 11. října 2018 08:40 UTC. Nosná raketa Sojuz-FG odstartovala z kosmodromu Bajkonur k Mezinárodní vesmírné stanici (ISS), ale došlo k selhání urychlovacího stupně a kosmická loď nedosáhla oběžné dráhy. Loď musela nouzově přistát.
Posádka se tak nepřipojila k Expedici 57 na ISS. Do odvolání byly pozastaveny všechny ruské pilotované lety do vesmíru, což bylo velkým problémem pro ISS, když tyto lety zajišťují veškerou dopravu posádek ISS. Po dvou týdnech byly obnoveny zásobovací lety ke stanici.

## Posádka
Hlavní posádka:
- Alexej Ovčinin (2), velitel, Roskosmos
- Nick Hague (1), palubní inženýr, NASA

V závorkách je uveden dosavadní počet letů do vesmíru včetně této mise.
Záložní posádka:
- Oleg Skripočka velitel, Roskosmos
- Shannon Walkerová palubní inženýr, NASA

## Nedosažení oběžné dráhy
Start proběhl 11. října 2018 v 08:40 UTC. ve 119 sekundě letu neproběhlo správně oddělení bloků prvního stupně a došlo k poškození druhého stupně, jehož motor se havarijně vypnul. Přistávací modul Sojuzu MS-10 se oddělil od zbytku lodi a rakety a přistál na padácích, kosmonauti prožili přetížení 6 G, havárii přestáli bez zranění. Návratová kabina dosedla 20 kilometrů východně od města Žezkazgan.